# 에스트라파드 거리
에스트라파드 거리(Rue de l'Estrapade, Francoise Steps Out)는 프랑스에서 제작된 자크 베케르 감독의 1953년 코미디, 드라마 영화이다. 다니엘 겔린 등이 주연으로 출연하였다.

## 출연

### 주연
- 다니엘 겔린
- 루이 주르당
- 안네 베르농

### 조연
- 장 세르베